# 不可能的任務：最終清算
《不可能的任務：最終清算》（英語：Mission: Impossible – The Final Reckoning）是一部2025年美國動作間諜片，由克里斯多福·麥奎里執導，麥奎里和艾瑞克·廷德森共同編劇。該片為2023年電影《不可能的任務：致命清算》的續集、《不可能的任務系列》的第八部電影兼最終章，由湯姆·克魯斯、海莉·艾特沃、文·雷姆斯、賽門·佩吉、亨利·科澤尼及安琪拉·貝瑟主演。
《不可能的任務：最終清算》由派拉蒙影業定於2025年5月23日在美國上映。

## 劇情
劇情承接上一部，不可能任務情報局探員伊森·韓特在搶走鑰匙後，為免它落入大國手上，決定暗中活動。伊森打算進入美國駐英國大使館搜尋蓋布瑞，同伙路德·史提寇則研發出專門針對「生存體」（又譯「智體」，Entity）的病毒，名叫「毒藥丸」。伊森在大使館再遇葛莉絲，豈料均遭蓋布瑞設局抓走。蓋布瑞以葛莉絲的性命要脅伊森，讓他從沉沒的俄羅斯核潛艇「塞瓦斯托波爾號」中，取回裝有智體核心代碼（以「兔腳」為基礎）的模塊「馬蹄鐵」。二人在一番苦戰下逃逸，並在班吉·鄧恩、派瑞絲、西奥·德加斯的幫助下，找到蓋布瑞的藏身處，發現蓋布瑞用於與生存體交流的設備。伊森進入設備，生存體向他展示即將到來的核末日景象（生存體操控各國的核武器向其他國家互相發射, 包括美國、俄羅斯、中國、朝鮮、印度、巴基斯坦、 以色列、英國、 法國, 這9個擁核國家）。伊森意識到生存體需要訪問南非一座戒備森嚴又能抵擋核爆的避難所，才可以生存下來。
伊森讓團隊去獲取塞瓦斯托波爾號的座標，自己則返回路德的據點，卻見路德受困且正在拆除小型核彈。路德指「毒藥丸」被蓋布瑞偷走，又稱眼前的核彈足以炸飛整個倫敦。為了阻止炸彈大爆炸，路德先讓伊森先走，然後自己繼續拆除核彈並與其同歸於盡。隨後伊森向美國總統艾莉卡·史隆投降，總統讓他跟政府合作，避免生存體進一步控制世界各國的核子導彈發射系統。眼看世界各國的核武還有四天便被生存體控制，伊森請求總統批准自己單獨去找塞瓦斯托波爾號，而不是支持中央情报局局長尤金·基崔吉的計畫（即美國先用核武器攻擊被智體控制的其他國家的核武器發射系統）。另一邊，班吉和葛莉絲一行人來到白令海的聖馬修島，島上一批冷戰時期設立的聲吶雷達探測到塞瓦斯托波爾號沉沒的位置。他們進入監聽站後，發現此處早已被俄軍特種部隊控制。班吉和葛莉絲等人反抗俄軍，但暫時被壓制。俄軍要求駐守當地的中情局探員威廉·唐洛交出座標，但唐洛指所有能解讀訊息的設備早已被中情局搬走。唐洛在與班吉等人悄悄閒談之間，唐洛透露他因為多年前有人闖入中情局總部的「黑色保險庫」，而被流放到該島約30年，期間認識了妻子塔皮莎，同時表示自己已記下潛艇的坐標。他又偷偷將坐標寫下交給妻子塔皮莎，威廉·唐洛又讓俄軍讓她和葛莉絲等人出去餵狗，其實是讓她們趕到坐標的上方的位置（海冰）去接應另一頭單獨尋找潛艇的伊森。之後班吉等人又趁機反抗俄軍，混亂中唐洛以摩尔斯电码向伊森發送潛艇坐標。
伊森跟隨在太平洋執行巡航任務的喬治·H·W·布希號航空母艦，登上俄亥俄级核潜艇，準備通過該潛艇的運送潛入塞瓦斯托波爾號，取回潛艇上的「馬蹄鐵」。伊森在收到唐洛發送的潛艇坐標後，成功來到塞瓦斯托波爾號潛艇取回「馬蹄鐵」，但意外導致潛艇滑向大陆架。伊森在危急關頭成功脫困，但在浮上海面的時候出現減壓症，險些溺水，幸好被葛莉絲和塔皮莎用臨時減壓艙救活。與團隊重聚後，伊森概述了他的計劃：把「馬蹄鐵」和「毒藥丸」合二為一，把其上傳至生存體，在生存體試圖進入南非避難所時，把它隔離在隨身碟內，徹底隔絕它與外部世界的連結。伊森懷疑蓋布瑞已經帶著「毒藥丸」在南非掩體中等候他們，強迫伊森交出「馬蹄鐵」，好讓他能控制實體，同時避免發生核戰。
伊森等人來到避難所，發現該處已被棄守，只剩下蓋布瑞與他的手下。蓋布瑞表示避難所裡有一個小型核彈，還有20分鐘就會爆炸，要求伊森交出「馬蹄鐵」。就在伊森準備把「馬蹄鐵」交出去的時候，基崔吉帶部下闖入，要求伊森把東西交給他們，讓美國來控制生存體。隨後雙方交戰，期間炸彈被啟動，蓋布瑞趁亂逃跑。唐洛、塔皮莎、德加斯協力拆彈，在雙方交戰中受傷的班吉則與派瑞絲和葛莉絲進入避難所機房。他一邊指導派瑞絲給自己做手術，一邊指揮葛莉絲重啟避難所系統，準備困住生存體。蓋布瑞與同伴登上双翼机離去，伊森追了上去，先奪取蓋布瑞同伴的飛機，再在半空中爬上蓋布瑞的飛機。一番交戰後，蓋布瑞眼看無法擺脫伊森，決定帶著降落傘跳機，結果不小心撞上方向舵當場身亡。伊森找到第二個降落傘，帶著「毒藥丸」逃脫。他將「毒藥丸」插進「馬蹄鐵」，讓葛莉絲成功在最後一刻困住生存體，炸彈也被解除，原本各國已準備發射的核武器也不再發射。基崔吉和探員賈斯珀·布里格斯（即吉姆·費普斯之子）找到伊森，伊森交出「馬蹄鐵」。最終，伊森一行人在倫敦團聚，葛莉絲把困住生存體的隨身碟交給伊森，隨後踏上各自的道路。

## 演員
| 演員               | 角色                              | 簡介 |
| ------------------ | --------------------------------- | --- |
| 湯姆·克魯斯        | 伊森·韓特                         | 不可能任務情報局的資深特務。                                                                                           |
| 海莉·艾特沃        | 葛莉絲                            | 孤兒出身的專業扒手，擁有多重身份的詐騙慣犯，受人指使竊取能控制智體的十字鑰匙，不情願地與伊森配合，慢慢成為他的新盟友。 |
| 文·雷姆斯          | 路德·史提寇                       | 情報局成員兼駭客，伊森的最好摯友。                                                                                     |
| 賽門·佩吉          | 班吉·鄧恩                         | 情報局成員兼外勤特務，伊森的夥伴之一。                                                                                 |
| 亨利·科澤尼        | 尤金·基崔吉                       | 前情報局局長。該角色首次登場於1996年電影《職業特工隊》。                                                               |
| 安琪拉·貝瑟        | 艾莉卡·史隆                       | 前中情局局長，現任美國總統。                                                                                           |
| 伊沙·摩路斯        | 蓋布瑞                            | 伊森的老敵人，如今為人工智慧「智體」擔任代理人兼執行者。冷血無情、喜好殺戮，三十年前曾一手促使伊森加入IMF。            |
| 龐·克萊門捷夫      | 派瑞絲                            | 法裔刺客，曾為蓋布瑞所效力，目前是伊森的新盟友。                                                                       |
| 希亞·溫漢          | 賈斯珀·布里格斯／吉姆·費普斯 二世 | 美國情報體系幹員，負責追蹤伊森及其團隊。為伊森的昔日隊長、後來成為敵人的吉姆·費普斯的兒子。                            |
| 葛瑞格·塔贊·戴維斯 | 德加斯                            | 美國情報體系幹員，原為布里格斯的搭檔。在這部電影中成為伊森的新盟友。                                                   |
| 赫特·麥卡藍        | 伯恩斯坦                          | 國防部長。 |
| 尼克·奧佛曼        | 雪梨                              | 參謀長聯席會議主席。                                                                                                   |
| 羅夫·薩克森        | 威廉·唐洛                         | 情報局阿拉斯加極地分部部長。該角色首次登場於1996年電影《職業特工隊》。                                                 |

此外，馬克·加蒂斯、查爾斯·帕內爾、珍妮特·麥克蒂爾、瑪麗埃拉·加里加（Mariela Garriga）、漢娜·沃丁厄姆和露西·圖魯蓋胡克出演其他角色。

## 製作
2019年1月14日，湯姆·克魯斯宣佈《不可能的任務7》和《不可能的任務8》將採用背靠背方式拍攝。兩片同由克里斯多福·麥奎里編劇和執導，並定於2021年7月23日及2022年8月5日在美國上映。2019年9月，麥奎里在他的Instagram上宣佈海莉·艾特沃參演。2019年11月，宣佈龐·克萊門捷夫參演第七及第八集。2019年12月，宣佈希亞·溫漢參演第七及第八集。2020年1月，亨利·科澤尼宣佈將會回歸飾演首部《職業特工隊》角色尤金·基崔吉，而尼古拉斯·侯特也將參演。然而在同年6月侯特因檔期衝突而退出劇組，其角色改由伊沙·摩路斯飾演。2020年2月，宣佈凡妮莎·寇比回歸出演第七及第八集。
2021年2月，據《Deadline Hollywood》報導《不可能的任務7》和《不可能的任務8》將不再採用背靠背方式拍攝。2021年11月，麥奎里透露他正在重寫《不可能的任務8》的劇本。2022年7月，據報導赫特·麥卡藍簽約參演第八集。2022年8月，據報導尼克·奧佛曼、珍妮特·麥克蒂爾、馬克·加蒂斯和查爾斯·帕內爾參演第八集。2023年3月，漢娜·沃丁厄姆參演。2023年7月，受到2023年美国演员工会罢工影响，包括《碟中谍8》在内的多个电影电视剧剧组停止拍摄。至2024年11月時，劇組已完成拍攝，並投入後期製作階段。

## 市場營銷
2022年4月，派拉蒙影業於電影博覽上公佈正式片名為《不可能的任務：致命清算 第二章》（Mission: Impossible – Dead Reckoning Part Two）。2023年10月，派拉蒙影業移除命名。

## 發行
《不可能的任務8》原定於2022年8月5日在美國上映。2020年4月，受2019冠狀病毒病疫情影響，本片延期至2022年11月4日在美國上映。2021年4月，本片再度延期至2023年7月7日在美國上映。2022年1月，本片再度延期至2024年6月28日在美國上映。2023年10月，本片再度延期至2025年5月23日在美國上映。

## 迴響

### 評價
根据評論匯總网站爛番茄汇总的421篇评论文章，80%的评论家给予该作正面评价。在Metacritic上，57位影評人共給予了67分的分數（滿分100分），這部電影獲得了「普遍好評」。

### 票房
| 上一届： 《雷霆特攻隊*》            | 2025年台北週末票房冠軍 第20-23週     | 下一届： 《馴龍高手》         |
| 上一届： 《名偵探柯南：獨眼的殘像》 | 2025年日本週末票房冠軍 第21-22週     | 下一届： 《星際寶貝：史迪奇》 |
| 上一届： 《野党》                   | 2025年韩国周末票房冠军 第20-21週     | 下一届： 《超異能特攻》       |
| 上一届： 《死神來了：血脈》         | 2025年香港一週票房冠軍 第20-21週     | 下一届： 《史迪仔》           |
| 上一届： 《死神來了：血脈》         | 2025年香港週末票房冠軍 第21-22週     | 下一届： 《史迪仔》           |
| 上一届： 《星際寶貝：史迪奇》       | 2025年中国内地一周票房冠军 第20-21週 | 下一届： 《新·驯龙高手》      |

## 未來
2023年6月，麥奎里向《Fandango》透露，《致命清算》和《最終清算》不一定成為該系列最後的電影，他們正在為後續電影進行構思。2023年7月，在《致命清算》的宣傳期間，克魯斯表示有興趣回歸繼續出演伊森·韓特，儘管《致命清算》和《最終清算》最初被認為將會成為該角色的告別作。克魯斯以哈里遜·福特作為例子，指他在80多歲時在《印第安納瓊斯：命運輪盤》中繼續出演印第安納·瓊斯，並表示希望自己能一直拍《不可能的任務》電影直到福特的年紀。2024年11月，業內人士傑佛瑞·史奈德（Jeff Sneider）表示，克魯斯正在尋找《捍衛戰士：獨行俠》的聯合主演葛倫·鮑威爾取代自己擔任《不可能的任務》系列的新主角。鮑威爾其後在《帕特·麥卡菲秀》上否認以上傳聞。2025年5月，克魯斯在《最終清算》首映期間證實電影為該系列的最終章，並補充說片名中的「最終」並不是隨意起的。

## 外部連結
- 互联网电影数据库（IMDb）上《不可能的任務：最終清算》的资料（英文）
- Metacritic上《不可能的任務：最終清算》的資料（英文）
- 爛番茄上《不可能的任務：最終清算》的資料（英文）
- Box Office Mojo上《不可能的任務：最終清算》的資料（英文）
- AllMovie上《不可能的任務：最終清算》的资料（英文）
- 開眼電影網上《不可能的任務：最終清算》的資料（繁體中文）
- 豆瓣电影上《不可能的任務：最終清算》的資料 （简体中文）
- 时光网上《不可能的任務：最終清算》的資料（简体中文）